# Pongnim sa
Pongnim sa (봉림사 Klasztor Lasu Feniksa) – koreański klasztor, jeden z klasztorów dziewięciu górskich szkół sŏn.

## Historia klasztoru
Klasztor został wybudowany przez mistrza sŏn Chingyŏnga Simhŭi w roku 894 na górze Pongnim. W tym klasztorze narodziła się szkoła sŏn – pongnim. Uczeń Chingyŏnga – Ch'anyu Togwang (869-958) – rozwinął klasztor i szkołę do największej i najbardziej wpływowej ze wszystkich dziewięciu szkół sŏn. Niestety nie ma informacji o dalszych losach klasztoru. Prawdopodobnie został zniszczony podczas japońskiego najazdu na Koreę w 1592 r. Nieznane są nawet rozmiary klasztoru, chociaż pozostały ślady po budynkach, staw i wieża.

## Znane obiekty
- Chingyŏng daesa boulnŏnggong – wieża – Narodowy Skarb nr 362
- Wieża grobowa w pałacu Kyŏngbok – Narodowy Skarb nr 363 (uważa się, że pochodzi ona z tego klasztoru)
- Trzykondygnacyjna stupa znajdująca się w szkole podstawowej w Sangbuk (uważa się, że pochodzi ona z tego klasztoru)

## Adres klasztoru
- 139-9 Bongnim-dong, Uichang-gu, Gyeongsangnam-do, Korea Południowa

## Przypisy

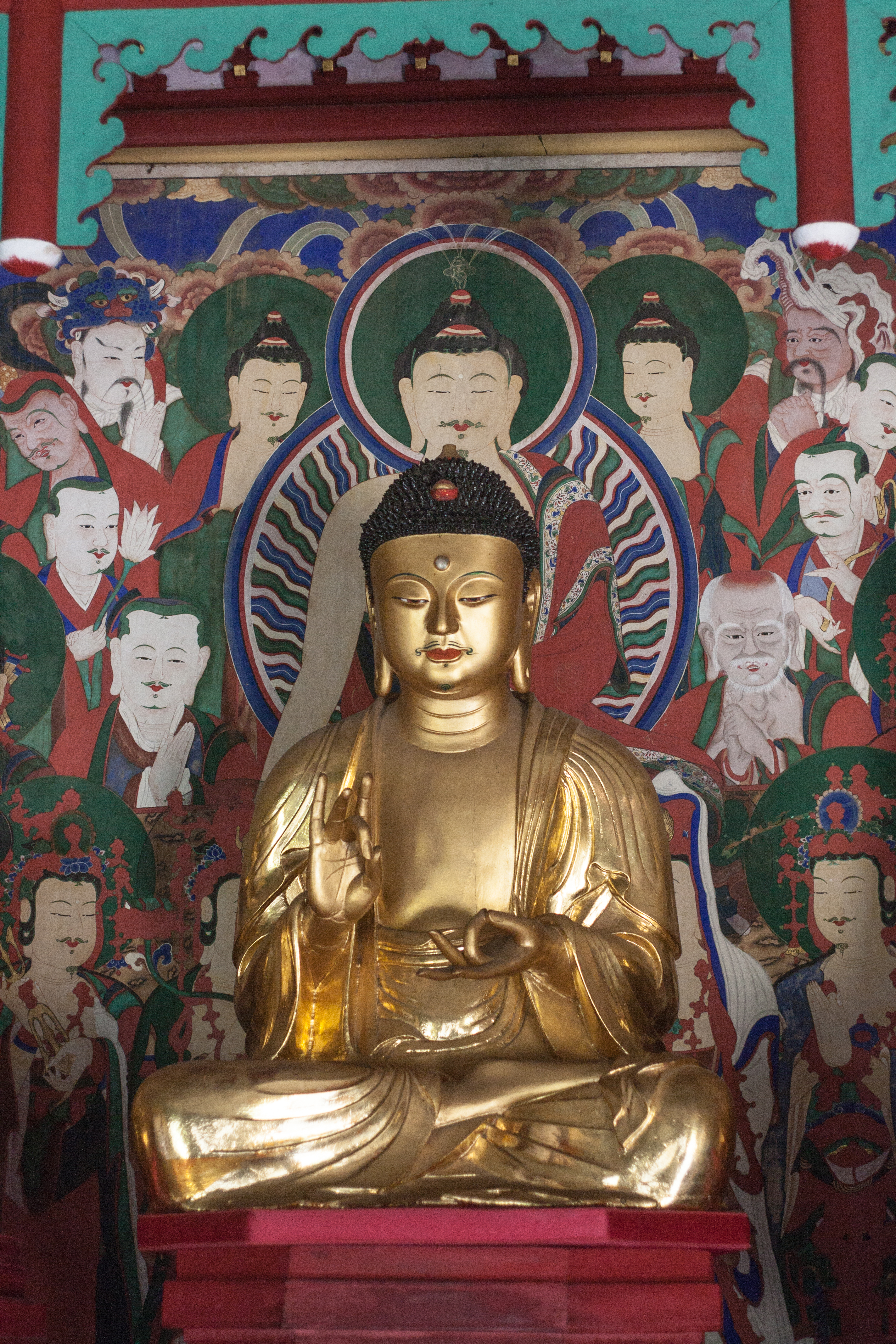
Drewniany siedzący budda Amitabha
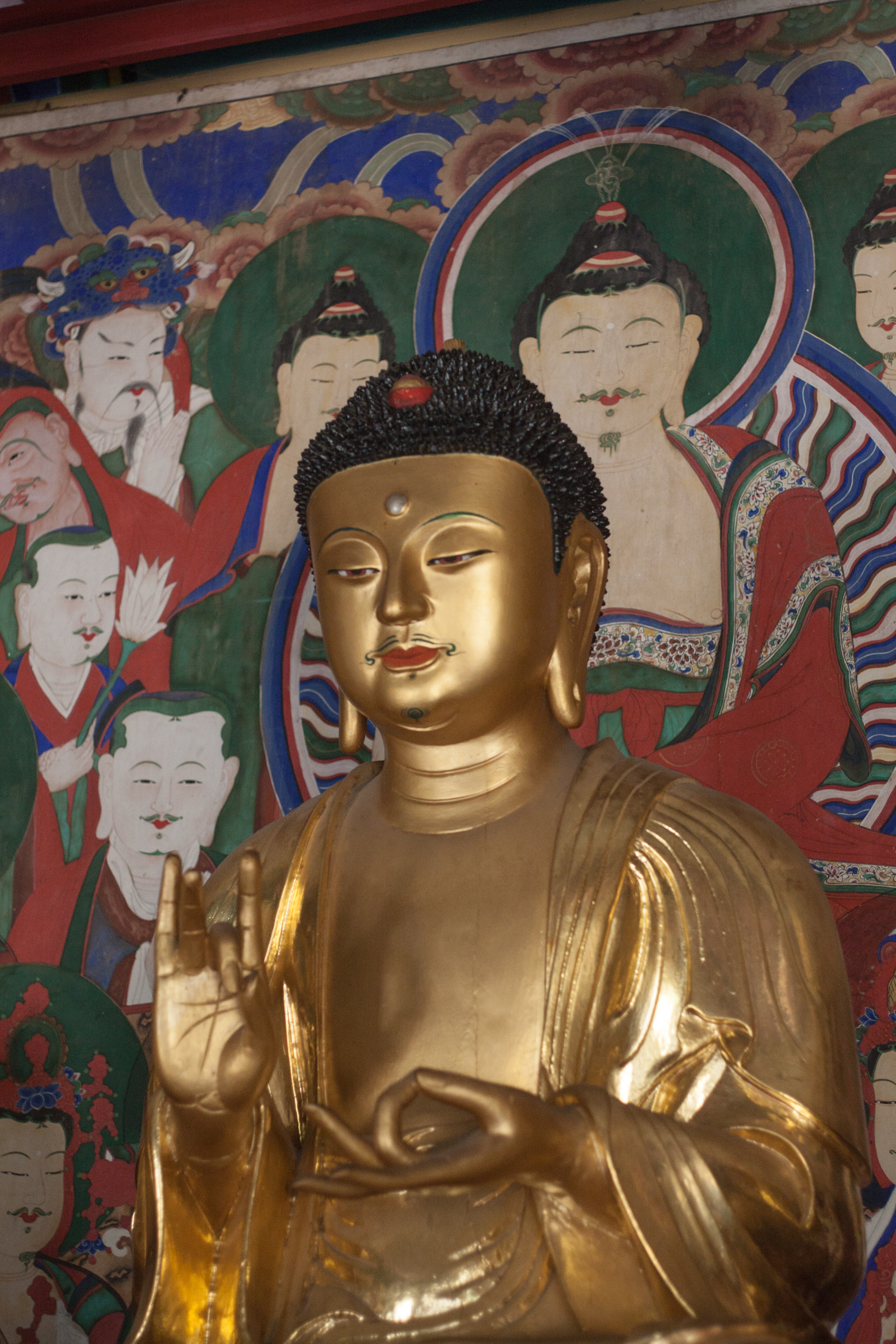